# 이헌욱
이헌욱(1968년 11월 9일~)은 대한민국의 제11대 경기주택도시공사 사장을 역임했고, 변호사이다.
본관은 벽진이며 의령 출생이다. 사법연수원을 30기로 수료한 후 더불어민주당 참여연대 민생희망본부장과 민변 민생경제위원장으로 민생, 공익변호사로 활동하다가 20대 총선에 분당구갑에서 더불어민주당 후보로 출마 및 제21대 성남시장 지방선거 더불어민주당 후보로 출마하였으나 낙선되었다. 성남fc 고문변호사를 지냈고, 제11대 경기주택도시공사사장을 역임하였고 기본주택 정책을 설계했다.